# Radnice ve Strakonicích
Dům čp. 1 je památkově chráněná budova bývalé radnice na Velkém náměstí ve Strakonicích v Jihočeském kraji.

## Historie budovy
Původní radnice byla postavena roku 1488, v roce 1588 vyhořela. Vlastním nákladem ji znovu postavil mistr převorství maltézského řádu ve Strakonicích Jan ze Švamberka. Budova znovu vyhořela v roce 1626 a na jejím místě byla postavena empírová radnice s hodinovou věží. Radniční budova v roce 1882 pro nedostatečnou velikost a zchátralost přestala vyhovovat a byla zbořena.
Na stejném místě byla v letech 1902-1903 vystavena reprezentativní budova v novorenesančním slohu podle návrhu strakonického stavitele Antonína Alberta, věž postavil Jindřich Rudolf z Plzně. Průčelí vyzdobil barevnými sgrafity Josef Bosáček podle návrhu Mikoláše Alše. Sgrafita byla restaurována v roce 1992 Aloisem Martanem a Jiřím Čechem, znovu v roce 2016 restaurátorem Hynkem Mertou.
Budova sloužila jako úřad města do roku 1920, v letech 1921-1957 jako reálné gymnázium s výjimkou válečných let, (zabrána německým vojskem). V letech 1957-2022 byla budova sídlem základní školy. Nyní jedná Město Strakonice s Jihočeským krajem o dalším využití pro základní uměleckou školu. Městský úřad sídlí ve vedlejší budově čp. 2.

## Dispozice budovy

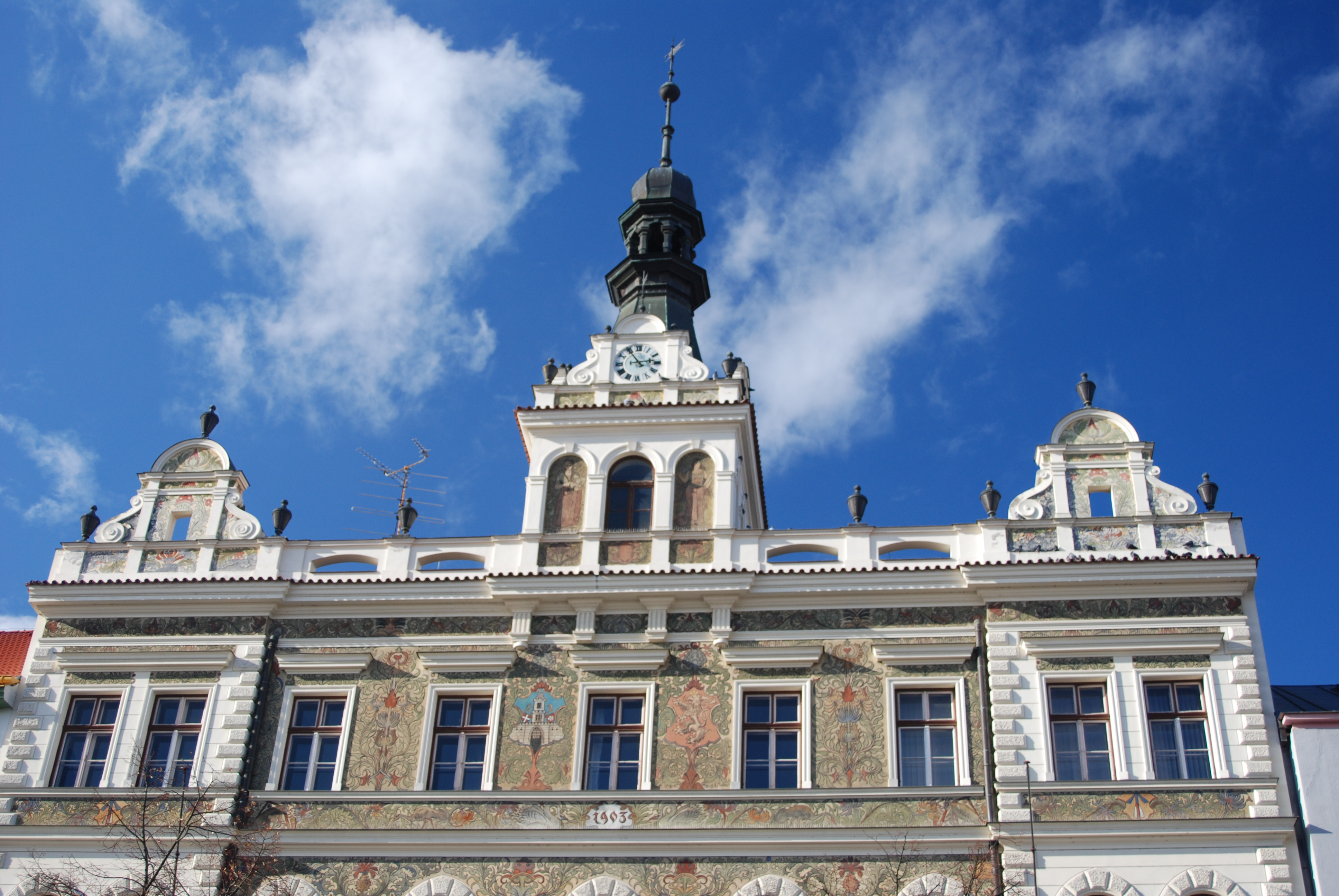
Věž budovy bývalé radnice

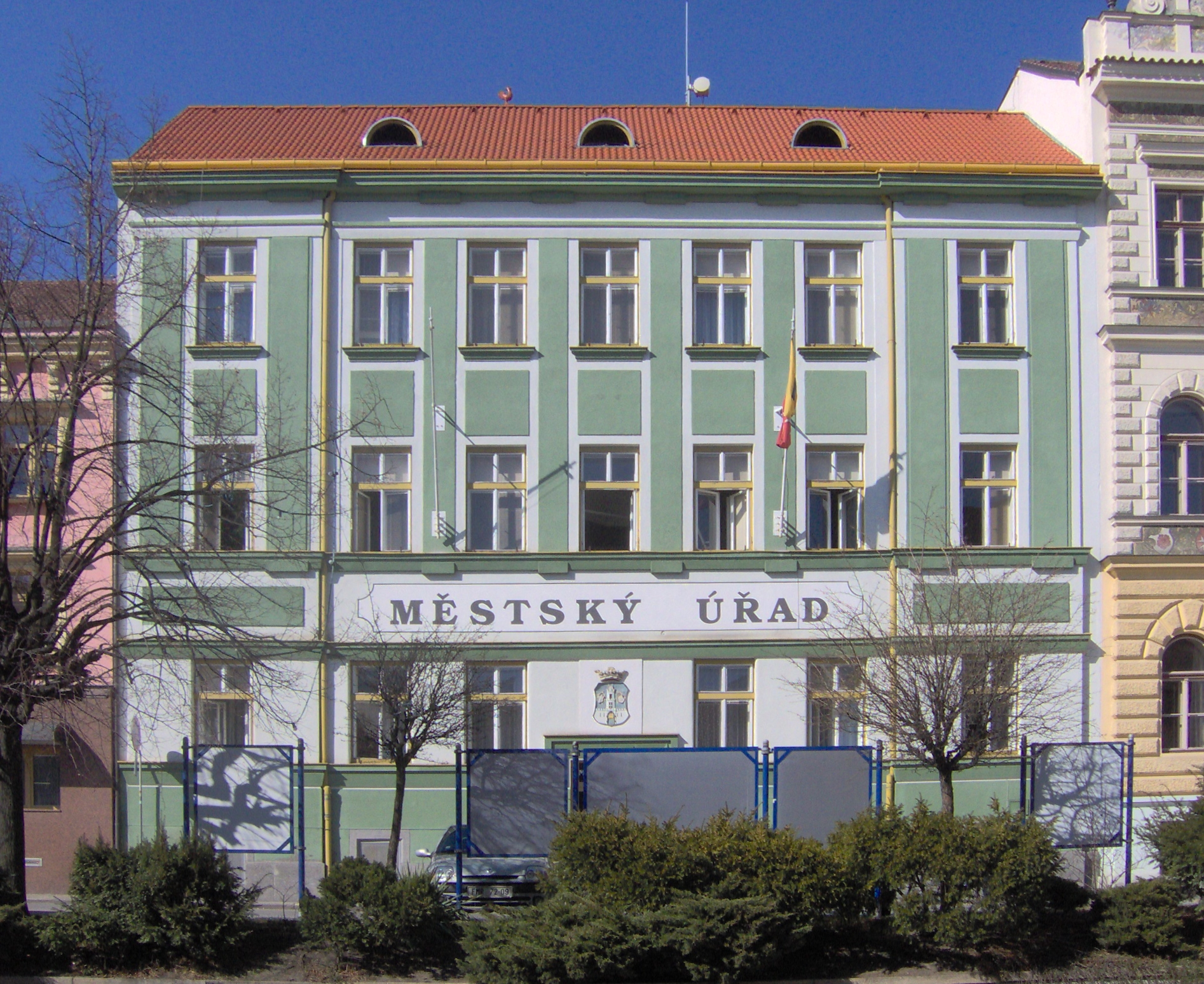
Budova městského úřadu čp. 2

Budova se sedlovou střechou je dvoupatrová devítiosá. Průčelí zdobí rustika s rizalitem po každé straně, od 1. patra s bosáží, která je zakončena ozdobným štítkem s atikou s třemi okénky a třemi vázami na balustrádě střešní římsy.
Ve střední části je uprostřed půlkruhový vysoký vstup s dvoukřídlými dveřmi. Nad vstupem je v prvním patře balkon s balustrádou. V prvním a druhém patře jsou na fasádě novorenesanční sgrafita.
Jednotlivá patra jsou od sebe oddělena výraznými římsami. Okna v přízemí a v prvním patře jsou půlkruhová, ve druhém patře rovná s nadokenními římsami.
Nad střední částí průčelí je hranolová čtvercová věž se třemi okny zakončená malými štítky s kulatými ciferníky hodin. Nad bání s lucernou je špice s dvěma makovicemi. Ve druhém poschodí je ve středu mezi okny znak města a český lev. Na věži jsou sochy Spravedlnosti a Samosprávy.
Vstupní dvoukřídlé dveře ústí do mohutného schodiště s kazetovým stropem a dalšími vnitřními dveřmi. V zadní části je třídílné schodiště do prvního a druhého patra budovy. Vnitřní prostory budovy mají bohatou ornamentální výzdobu.
Suterén budovy má klenuté klenby. Uvnitř budovy je malý dvůr s později postavenými třemi budovami (křídly) po jeho obvodu.